# پنی سوپرمارکت
پنی سوپرمارکت (انگلیسی: Penny) شرکت خرده‌فروشی آلمانی است، که در سال ۱۹۷۳ تأسیس شد.